# Giancarlo Marocchi
Giancarlo Marocchi (né le 4 juillet 1965  à Imola) est un footballeur professionnel italien, évoluant au poste de milieu de terrain.

## Biographie
Ce milieu de terrain est international italien à 11 reprises (1988-1991) pour aucun but. Sa première sélection est honorée à Pérouse, le 22 décembre 1988 contre l'Écosse, se soldant par une victoire italienne (2-0). Sa dernière sélection a lieu lors du match Italie-Belgique, à Terni, le 13 février 1991, se soldant par un score de 0-0.
Il fait partie des joueurs sélectionnés pour la Coupe du monde de football de 1990, à domicile, mais il ne joue aucun match. L'Italie termine troisième du tournoi.
Il joue dans deux clubs : Bologne FC et la Juventus (où il était surnommé Cicciobello). Avec le premier, il remporte un championnat de Serie B en 1988. Avec le second, il remporte une supercoupe d'Italie, deux coupes d'Italie, une Serie A, deux coupes UEFA (1990 et en 1993) et une Ligue des champions en 1996.
Dans les minutes qui suivent la fin de la demi-finale retour Bologne - Marseille en Coupe UEFA 1998-1999, Giancarlo Marocchi participe à la bagarre entre joueurs et il sanctionné par l'UEFA d'une suspension de quatre matches européens. 
Il devient par la suite directeur général du club de Bologne FC 1909. Il est récompensé en 1991 du titre de "Chevalier de l'ordre du mérite" italien.

## Clubs
- 1982-1988 :  Bologne FC 1909
- 1988-1996 :  Juventus Turin
- 1996-2000 :  Bologne FC 1909

## Palmarès
- Coupe du monde de football
  - Troisième en 1990

- Ligue des champions de l'UEFA
  - Vainqueur en 1996

- Coupe UEFA
  - Vainqueur en 1990 et en 1993
  - Finaliste en 1995

- Championnat d'Italie
  - Champion en 1995
  - Vice-champion en 1992 et en 1996

- Championnat d'Italie de Serie B
  - Champion en 1988

- Championnat d'Italie de Serie C1
  - Vice-champion en 1984

- Coupe d'Italie
  - Vainqueur en 1990 et en 1995
  - Finaliste en 1992

- Supercoupe d'Italie
  - Vainqueur en 1996